# Mistrzostwa Świata w biegu 24-godzinnym 2007
5. Mistrzostwa Świata w biegu 24-godzinnym 2007 – zawody lekkoatletyczne, które odbyły się 28 i 29 lipca 2007 w Drummondville, w Kanadzie.

## Medaliści
|                         | 1. miejsce                                                       | Rezultat   | 2. miejsce                                                           | Rezultat   | 3. miejsce                                                               | Rezultat   |
| Mężczyźni indywidualnie | Ryoichi Sekiya                                                   | 263,562 km | Mohamed Magroun                                                      | 257,018 km | Masayuki Otaki                                                           | 253,814 km |
| Mężczyźni drużynowo     | Japonia 1. Ryoichi Sekiya · 2. Masayuki Otaki · 3. Makoto Suzuki | 761,842 km | Francja 1. Mohamed Magroun · 2. Fabien Hoblea · 3. Patrice Bruneteau | 742,206 km | Niemcy 1. Andreas Baier · 2. Ralf Steißlinger · 3. Gerald Dudacy         | 673,092 km |
| Kobiety indywidualnie   | Liudmila Kalinina                                                | 236,848 km | Brigitte Bec-Cetre                                                   | 233,137 km | Galina Eremina                                                           | 230,288 km |
| Kobiety drużynowo       | Rosja 1. Liudmila Kalinina · 2. Galina Eremina · 3. Irina Koval  | 671,329 km | Japonia 1. Yasuko Kanehira · 2. Kimie Noto · 3. Takako Furuyama      | 641,207 km | Francja 1. Brigitte Bec-Cetre · 2. Chantal Pain · 3. Martine Guilhembert | 614,488 km |

## Reprezentacja Polski

### Mężczyźni
Drużyna mężczyzn zajęła 9. miejsce z wynikiem 606,684 km
| Miejsce | Zawodnik             | Klub                 | Rezultat   |
| 16.     | Waldemar Pędzich     | LKS Kurp Ostrołęka   | 223,967 km |
| 38.     | Czesław Macherzyński | KKB Dystans Kraków   | 198,760 km |
| 47.     | August Jakubik       | TL Pogoń Ruda Śląska | 183,957 km |
| 85.     | Marek Gulbierz       | LKS Korab Olecko     | 94,412 km  |